# Desmopachria pilosa
Desmopachria pilosa är en skalbaggsart som beskrevs av K. B. Miller 2005. Desmopachria pilosa ingår i släktet Desmopachria och familjen dykare. Inga underarter finns listade i Catalogue of Life.